# Tyrese Rice
Tyrese Rice, né le 15 mai 1987, à Richmond, en Virginie est un joueur américain de basket-ball. Il évolue au poste d'arrière.

## Biographie
Tyrese Rice joue un rôle important dans la victoire du Maccabi Tel Aviv lors de la Final Four de l'Euroligue de 2014. En demi-finale, il marque un panier décisif face au CSKA Moscou. En finale, face au Real Madrid, il parvient à inscrire 14 points lors de la prolongation, ce qui lui vaut d'être désigné MVP de la Final Four.
En juillet 2016, il est recruté par le FC Barcelone.
En janvier 2018, Rice quitte le Barça et rejoint le club chinois des Shenzhen Leopards. En août, Rice est recruté par le Brose Baskets Bamberg et est nommé meilleur joueur de la saison régulière de la Ligue des champions 2018-2019.
En juillet 2019, Rice signe un contrat d'un an avec le Panathinaïkos.
En août 2020, Rice s'engage avec l'AEK Athènes.

## Palmarès

### Club
- Vainqueur de Euroligue 2014.
- Vainqueur de EuroCoupe 2015.
- Vainqueur de la Coupe d'Allemagne 2019
- Champion de Grèce 2020

### Distinctions personnelles
- Meilleur joueur du Final Four de l'Euroligue en 2014.
- Meilleur joueur du Final Four de l'EuroCoupe en 2015.
- Meilleur joueur de la saison régulière de l'EuroCoupe en 2015.
- Meilleur joueur de la saison régulière de la Ligue des champions 2018-2019